# (19290) Schroeder
(19290) Schroeder est un astéroïde de la ceinture principale.

## Description
(19290) Schroeder est un astéroïde de la ceinture principale. Il fut découvert le 15 mai 1996 à Haleakala par le programme NEAT. Une observation de 1989 est considérée comme prédécouverte par le JPL.
Il présente une orbite caractérisée par un demi-grand axe de 2,29 UA, une excentricité de 0,23 et une inclinaison de 23,3° par rapport à l'écliptique.

## Compléments